# Museo di Leventina

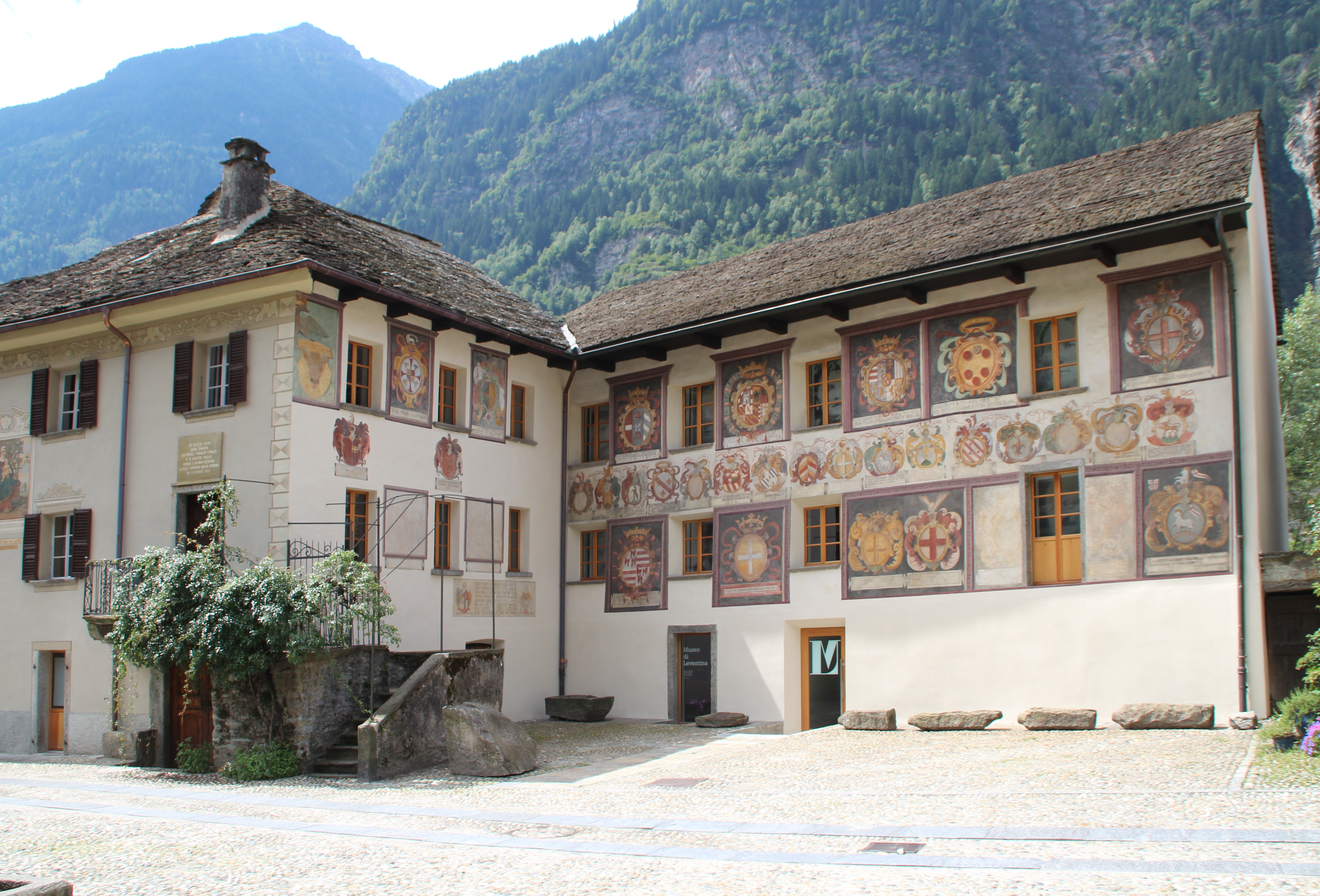
Ganzes Gebäude

Das Museo di Leventina steht in Giornico in der Valle Leventina im Schweizer Kanton Tessin. Das Museum ist auch als «Casa Stanga» bekannt und fördert den Schutz und die Aufwertung des Kulturgutes des Tales unter Mitarbeit des Kantons. Das Museum wird vom 1967 gegründeten Verein Museum Leventina verwaltet und ist Teil der Associazione musei etnografici ticinesi.

## Das Museumsgebäude in Casa Stanga
Das Museum wurde 1966 von Diego Peduzzi gegründet und 1972 in dem aus dem 16. Jahrhundert stammenden Gebäudekomplex Casa Stanga untergebracht. Das Museum zeichnet sich durch eine Sammlung von Objekten aus, die einen Einblick in die sakrale Kunst, die Volksreligiosität, die Hauswirtschaft, das Handwerk und die Transportsysteme der Region geben. Die Sammlung umfasst auch ein Archiv mit Dokumenten und Fotos sowie das Archiv der Dichterin Alina Borioli.
Das Museum ist in einem Gebäude untergebracht, das von der Familie Stanga, einer Patrizierfamilie aus Giornico, um das 16. Jahrhundert als Gasthaus errichtet wurde. Das Gebäude wurde in den 1930er und 1970er Jahren restauriert und zeigt an der Fassade Fresken von Domenico Caresana und Giovanni Battista Tarilli aus dem 16. Jahrhundert sowie eine Madonna mit Kind aus den 1930er Jahren von Maler Tita Pozzi.

## Bilder

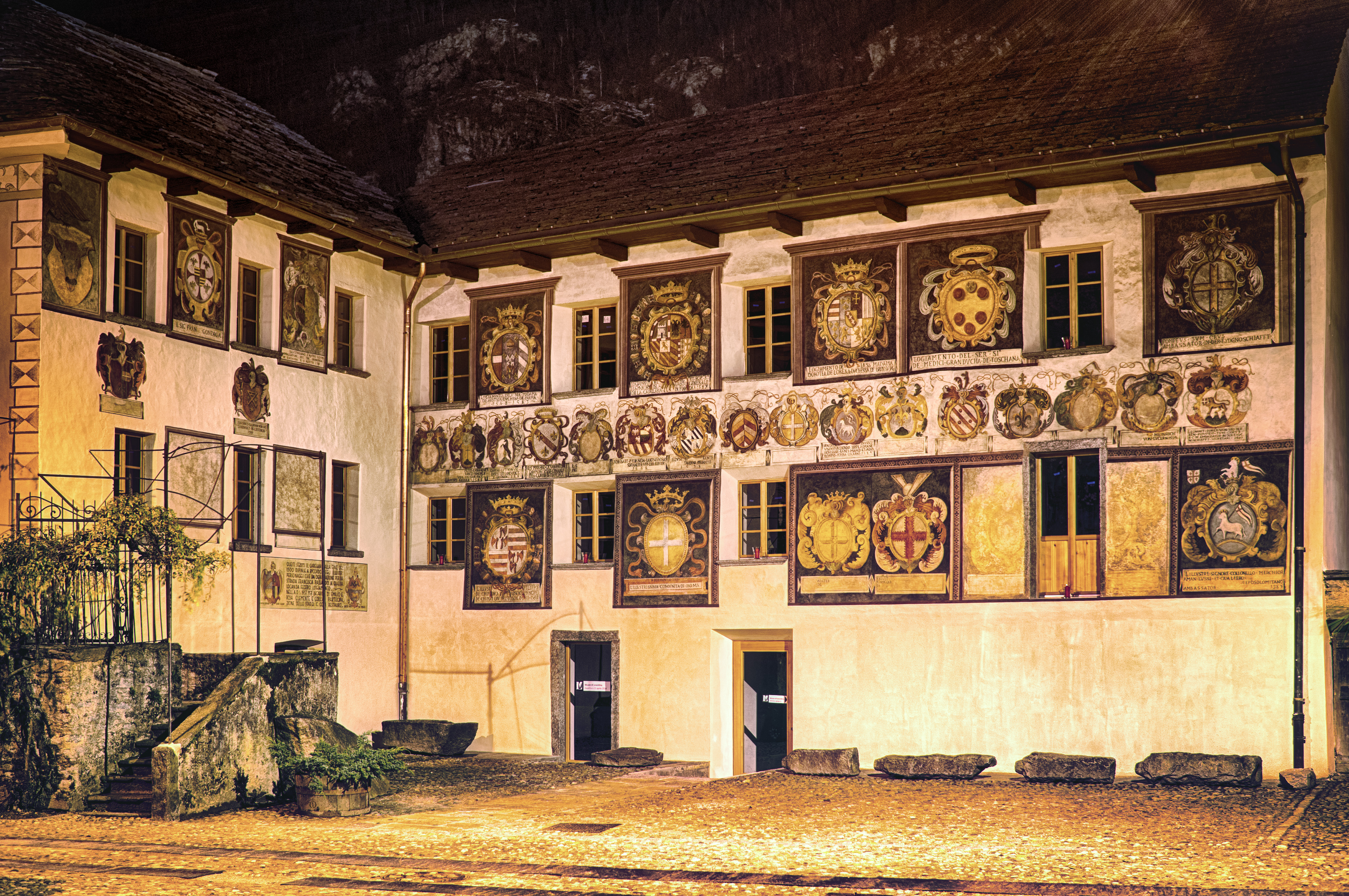
Casa Stanga (Nachtaufnahme)
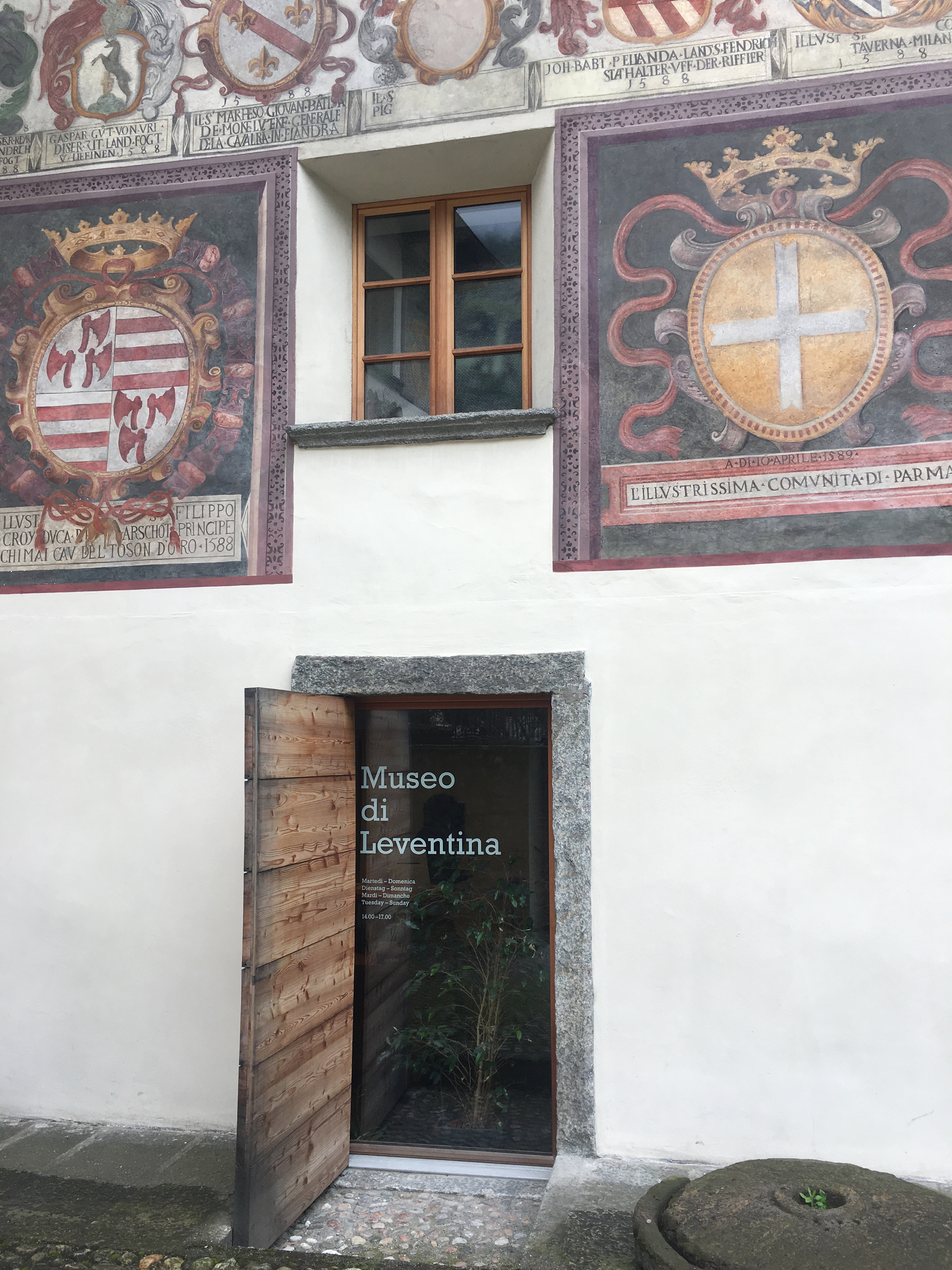
Eingang